# Ветрино (община)
Ветрино (болг. Община Ветрино) — община у Болгарії. Входить до складу Варненської області. Населення становить 5 325 осіб (станом на 1 лютого 2011 р.). Адміністративний центр громади — однойменне село.